# اروال ولو
اروال ولو (به پرتغالی: Erval Velho) یک منطقهٔ مسکونی در برزیل است که در سانتا کاتارینا واقع شده‌است. اروال ولو ۴٬۴۱۸ نفر جمعیت دارد.